# Апуримак
Апуримак (шп. Río Apurímac) је река у Перуу, најудаљенија саставница Амазона. Извире на планини Невадо Мисми на висини од 5.597 метара. Дугачка је око 690 km и спајањем са реком Мантаро чини реку Ене. Апуримак је пробио долину кроз планински венац Анда. Река је од пацифичке обале удаљена свега 160 km, али ипак припада сливу Атлантског океана.